# Central Wingland
Central Wingland var en civil parish från 1858 till 1954 då den blev en del av Sutton Bridge, i grevskapet Lincolnshire, i England. Civil parish var belägen 13 km från Holbeach och hade 346 invånare år 1951. Central Wingland var ett distrikt från 1894 till 1897.